# Tournois sur invitation de Buenos Aires
Les tournois sur invitation de Buenos Aires étaient des tournois de tennis masculins professionnels, non référencés sur le site de l'ATP, qui se sont déroulés dans les années 70 dans différents clubs de tennis de la ville de Buenos Aires.
Si les tournois sur invitation organisés au River Plate (ne pas confondre avec le River Plate Open comptant pour le Grand Prix en 1977) étaient des tournois de faible envergure avec principalement des joueurs argentins, ceux organisés à partir de 1976 en salle (1977 et 1979) ou au Obras Sanitarias (1976 et 1978) furent des tournois qui accueillirent tous les meilleurs joueurs mondiaux de l'époque. 

## Palmarès
| Date | Vainqueur        | Finaliste          | Score              | Surface            | Nom et lieu du tournoi                    |
| ---- | ---------------- | ------------------ | ------------------ | ------------------ | ----------------------------------------- |
| 1972 | Guillermo Vilas  | Hector Romani      | 6-2, 6-4, 6-2      | Terre battue       | "River Plate Championships"               |
| 1974 | Guillermo Vilas  | Julian Ganzabal    | 7-6, 4-6, 6-3, 6-3 | Terre battue       | "River Plate Championships"               |
| 1975 | Guillermo Vilas  | Clark Graebner     | 6-2, 6-1, 6-4      | Terre battue       | "River Plate Championships"               |
| 1976 | Ilie Năstase (1) | Guillermo Vilas(2) | 7-5, 7-6           | Terre battue       | "The Obras 76 Round Robin Championnships" |
| 1977 | Guillermo Vilas  | Ilie Năstase       | 2-6, 7-6, 6–3      | Moquette           | "invitational indoor"                     |
| 1978 | Jimmy Connors    | Björn Borg         | 5-7, 6-3, 6-3      | Moquette (Supreme) | "Obras Sanitarias sports Club"            |
| 1979 | Jimmy Connors    | Víctor Pecci       | 6-2, 1-6, 6-2      | Moquette           | "Argentina indoor cup"                    |